# Gerhard Steigerwald

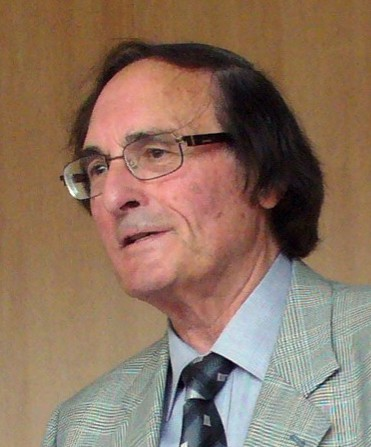
2011

Gerhard Steigerwald (* 30. Juli 1933 in Buchen im Odenwald) ist ein deutscher römisch-katholischer Theologe und christlicher Archäologe.

## Leben
Von 1940 bis 1944 besuchte Steigerwald, Sohn des Schuhmachermeisters Alban Steigerwald und seiner Ehefrau Josephine geborene Dörr, die Volksschule seiner Heimatstadt und von 1945 bis 1953 das Humanistische Gymnasium Tauberbischofsheim. Nach seinem Abitur im Jahr 1953 in Tauberbischofsheim studierte Steigerwald Katholische Theologie an der Albert-Ludwigs-Universität Freiburg. Nach einem Studienjahr an der Ludwig-Maximilians-Universität München setzte Steigerwald seine theologischen Studien in Freiburg fort und beendete sie in Freiburg im Jahre 1957 mit der 1. Dienstprüfung zum katholischen Pfarramt.
Nach der praktischen seelsorgerlichen Ausbildung im Priesterseminar St. Peter im Schwarzwald wurde Steigerwald im Mai 1958 durch Hermann Schäufele zum Priester geweiht. Nach Vikarsjahren in Lauf bei Bühl/Baden-Württemberg, Villingen, Durmersheim, Freiburg, St. Blasius, Titisee-Neustadt legte Steigerwald 1966 die 2. Dienstprüfung zum Pfarramt ab. Nach seiner Promotion 1967 wurde er im Oktober desselben Jahres zum katholischen Religionslehrer an das Hebel- und an das Hans Thoma-Gymnasium in Lörrach berufen, 1971 als Studienrat in den Dienst des Landes Baden-Württemberg übernommen und 1972 zum Oberstudienrat ernannt. Nach dem Antrag Steigerwalds an Papst Paul VI., aus dem priesterlichen Dienst der katholischen Kirche entlassen zu werden, wurde Steigerwald 1975 an das Wirtschaftsgymnasium Nürtingen versetzt, mit dem Auftrag des Bischofs von Rottenburg, Katholische Religionslehre zu unterrichten. Er erfüllte diese Aufgabe bis zu seiner Pensionierung im Jahr 1995.

## Wissenschaftliche Tätigkeit
Unter den theologischen Studienfächern fand die Frühchristliche Archäologie das besondere wissenschaftliche Interesse von Steigerwald, das in der Promotion unter dem Thema „Das Königtum Mariens in Literatur und Kunst der ersten sechs Jahrhunderte“ bei dem renommierten christlichen Archäologen Johannes Kollwitz und dem katholischen Theologen Otto Stegmüller im Mai 1967 an der Albert-Ludwigs-Universität in Freiburg im Breisgau seinen vorläufigen Höhepunkt fand. Neben seinen eigentlichen beruflichen Aufgaben war es Steigerwald erst wieder seit 1981 möglich, sich intensiver mit der Frühchristlichen Archäologie zu beschäftigen. Zuerst bildete die Erforschung des Purpurs in der frühchristlichen Kunst den Schwerpunkt seiner Arbeit mit dem abschließenden Werk „Purpurgewänder biblischer und kirchlicher Personen als Bedeutungsträger in der frühchristlichen Kunst“, das 1999 erschienen ist. Seit 2001 beschäftigt sich Steigerwald ausschließlich mit den frühchristlichen Mosaiken von S. Maria Maggiore zu Rom. Diese Arbeit fand ihren Abschluss mit dem Werk „Die frühchristlichen Mosaiken des Triumphbogens von S. Maria Maggiore in Rom“, publiziert 2016 im Verlag Schnell & Steiner in Regensburg.

## Veröffentlichungen (Auswahl)

### Bücher
- Das Königtum Mariens in Literatur und Kunst der ersten sechs Jahrhunderte. Band 1 und 2, masch. theol. Diss. Freiburg im Breisgau 1965.
- Purpurgewänder biblischer und kirchlicher Personen als Bedeutungsträger in der frühchristlichen Kunst (= Hereditas, Studien zur Alten Kirchengeschichte. Band 16). Borengässer, Bonn/Alfter 1999, ISBN 978-3-923946-43-3.
- Die frühchristlichen Mosaiken des Triumphbogens von S. Maria Maggiore in Rom. Schnell + Steiner, Regensburg 2016, ISBN 978-3-7954-3070-2.

### Aufsätze
- Die edelsteingeschmückten Städte Jerusalem und Bethlehem im Triumphbogenmosaik von S. Maria Maggiore in Rom. In: Jahrbuch für Antike und Christentum. Band 55, 2012, S. 90–102.
- Das Scheitelmosaik und das Epigramm des Papstes Xystus III (432–440) am Triumphbogen von S. Maria Maggiore in Rom. In: Jahrbuch für Antike und Christentum. Band 54, 2011, S. 147–171.
- Das Mosaik „Die Begegnung Melchisedeks mit Abraham“ im Langhaus von S. Maria Maggiore in Rom und sein zeitgeschichtliches Umfeld. In: Zeitschrift für antikes Christentum. Band 15, 2011, S. 498–531.
- Wen stellt die Tochter Pharaos dar? Eine Hypothese zum Obergadenmosaik 'Rückgabe des Moseknaben an die Tochter Pharaos durch seine Amme' in S. Maria Maggiore in Rom. In: Jahrbuch für Antike und Christentum. Band 53, 2010, S. 153–175.
- Die Rolle Mariens in den Triumphbogenmosaiken und in der Weiheinschrift der Basilika S. Maria Maggiore in Rom. In: Jahrbuch für Antike und Christentum. Band 51, 2008, S. 137–151.
- Neue Aspekte zum Verständnis der Mosaiken des Triumphbogens von S. Maria Maggiore in Rom. In: Römische Quartalschrift für christliche Altertumskunde und Kirchengeschichte. Band 102, 2007, S. 161–203.
- Noch einmal: zur Darstellung Jesu im Tempel am Triumphbogen von S. Maria Maggiore in Rom. In: Jahrbuch für Antike und Christentum. Band 46, 2003, S. 74–83.
- Die Darstellung Jesu im Tempel auf dem Triumphbogenmosaik von S. Maria Maggiore in Rom (432–440). Versuch einer Neuinterpretation. In: Jahrbuch für Antike und Christentum. Band 43, 2000, S. 187–199.
- Ein Bild der Mutter des Kaisers Justinian (527–565) in San Vitale zu Ravenna (547). In: Ulrike Lange, Reiner Sörries (Hrsg.): Vom Orient bis an den Rhein. Begegnungen mit der christlichen Archäologie (= Christliche Archäologie. Band 3). Röll, Dettelbach 1997, ISBN 3-927522-47-3, S. 123–145.
- Purpur. I. Spätantike und byzantinisches Reich. In: Lexikon des Mittelalters. Band 7, Stuttgart 1995, Sp. 330–331.
- Die Purpursorten im Preisedikt Diokletians vom Jahre 301. In: Byzantinische Forschungen. Band 15, 1990, S. 219–276.
- Das kaiserliche Purpurprivileg in spätrömischer und frühbyzantinischer Zeit. In: Jahrbuch für Antike und Christentum. Band 33, 1990, S. 209–239.
- Das Königtum Mariens in der Literatur der ersten sechs Jahrhunderte. In: Marianum. Band 37, 1975, S. 1–52.
- Christus als Pantokrator in der untersten Zone der Langhausmosaiken von S. Apollinaire Nuovo, Ravenna. In: Walter Nikolaus Schumacher (Hrsg.): Tortulae. Studien zu altchristlichen und byzantinischen Monumenten (= Römische Quartalschrift für christliche Altertumskunde und Kirchengeschichte. Supplementheft 30). Herder, Rom/Freiburg/Wien 1966, S. 272–284.